# Chiesa di Maria Vergine di Monte Castello
La chiesa di Maria Vergine di Monte Castello, o Madonna di Montecastello, è un santuario italiano nel comune di Tignale sul lato occidentale del Lago di Garda nella Provincia di Brescia.

## Geografia

### Posizione geografica
La Madonna di Montecastello si trova ad un'altitudine di circa 650 mslm, su un altopiano o sul monte "Monte Castello" o "Montecastello" nel comune di Tignale sulla sponda occidentale tra Gargnano e Limone sul Garda.

### Vie di accesso
La chiesa di pellegrinaggio è collegata alla Strada Provinciale 38 e ai luoghi associati Tignale e Prabione. È possibile raggiungere un parcheggio di fronte alla chiesa su una strada ripida e tortuosa ma asfaltata.

### Flora
La flora di Monte Castello è prevalentemente caratterizzata da alberi come castagno, faggio, leccio e piante di conifere.

### Geologia
L'ambiente geologico della chiesa di pellegrinaggio è costituito da roccia solida e degrada ripidamente fino a circa 600-700 mslm.

## Storia
La chiesa fu costruita nel XVII secolo sulle rovine di un castello o di un complesso di templi, la cui esistenza fu datata al IX secolo da scavi.
Documenti del Papa Urbano III descrivono l'aspetto della Madonna apparsa nella forma di una stella luminosa durante un combattimento tra Bresciani e Trentini per porre fine al combattimento.

### Chiostro
Immediatamente dietro la chiesa c'è un chiostro.

## Sentieri
Dietro la chiesa c'è un sentiero segnalato, attraverso il quale è possibile raggiungere la cima del Monte Castello con la croce in circa 20 minuti. Da lì si ha una vista eccellente sulla riva orientale e sul Monte Baldo di fronte al lago.
Inoltre, è possibile scendere la montagna fino alla città di Campione del Garda su un sentiero ripido e sassoso.

## Arte

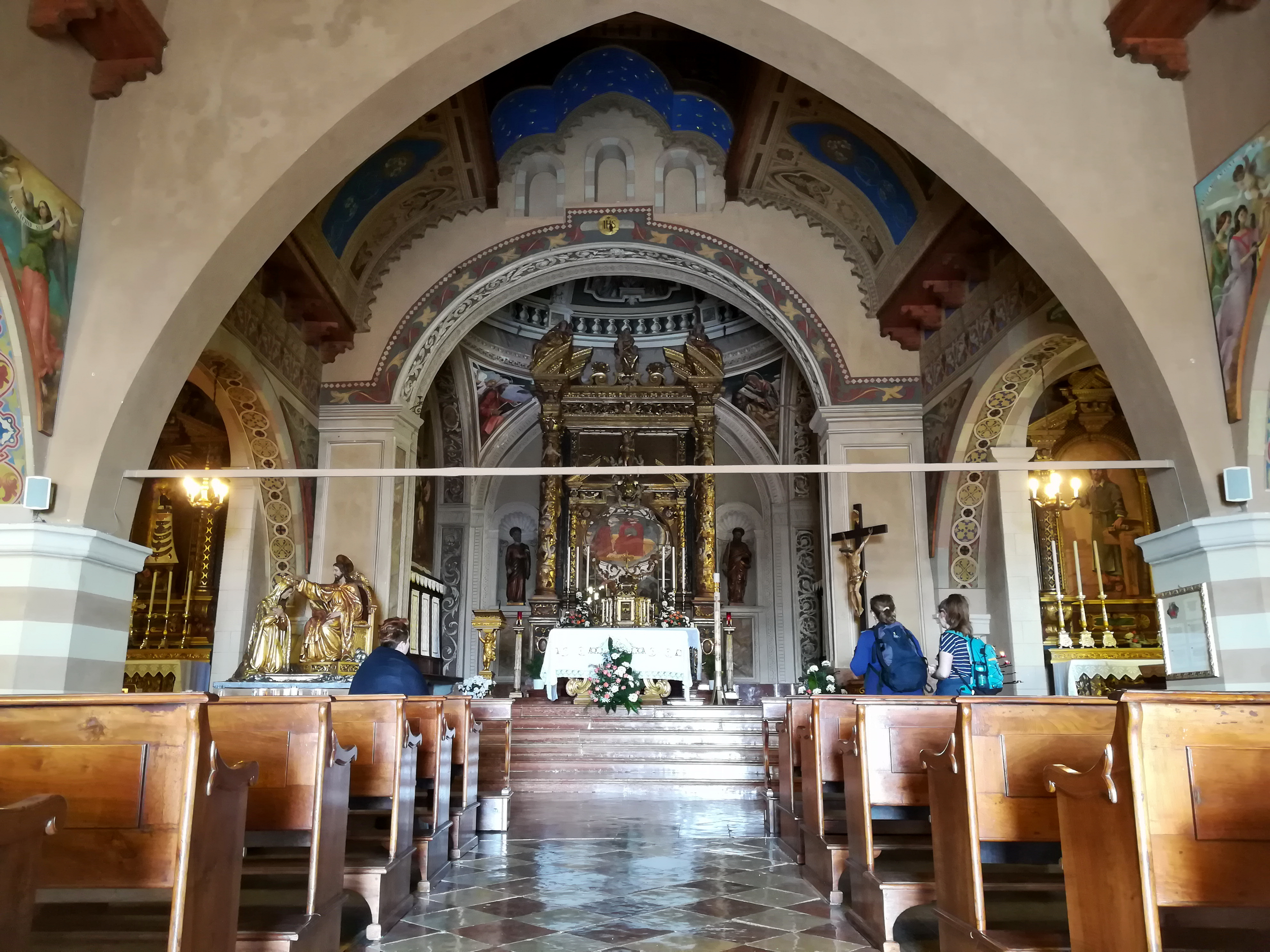
Interno

All'interno della chiesa si trova l'affresco "l'Incoronazione della Vergine" di Giovanni Andrea Bertanza, la pala "Madonna della Gloria e dei Misteri" di Bernardino Gandino e dipinti di Andrea Celesti.